# منى عفيش
منى عفيش (1942 - ...)، محامية لبنانية ووزيرة دولة من غير حقيبة في الحكومة اللبنانية التي تشكلت عام 2009. وهي من مواليد العام 1942، متأهلة من فضول شويري، ولها ولدان.

## دراستها
أنهت دراستها الثانوية في المدرسة البروتستنتية الفرنسية في بيروت عام 1962. ثم تابعت دراستها الجامعية ونالت إجازة في الحقوق، وذلك عام 1966 من جامعة القديس يوسف في بيروت. وهي اليوم منتسبة لنقابة المحامين في بيروت.

## عضويات
- الأمينة العامة للهيئة التنفيذية لمؤسسة الأب عفيف عسيران - بيت القدر من العام 1982 - 1993.
- رئيسة الهيئة التنفيذية لمؤسة الاب عفيف عسيران، بيت القدر منذ العام 1993.
- رئيسة جمعية اللبنانيات الجامعيات منذ 2004.